# Villa Franca
Villa Franca é uma cidade do Paraguai, Departamento Ñeembucú.

## Transporte
O município de Villa Franca é servido pelas seguintes rodovias:
- Caminho em terra ligando a cidade de San Juan Bautista del Ñeembucú ao município de Villa Oliva [1][2][3]